# Markham Spur
Markham Spur ist ein markanter und felsiger Gebirgskamm im ostantarktischen Viktorialand. In der Asgard Range erstreckt er sich vom Roa Ridge in südwestlicher Richtung in den Matterhorn-Gletscher.
Das New Zealand Geographic Board benannte den Gebirgskamm 1998 nach Geoffrey W. Markham, Sekretär des neuseeländischen Ausschusses im Internationalen Geophysikalischen Jahr (1957–1958) und Vorsitzender der Antarctic Division im neuseeländischen Department of Scientific and Industrial Research (DSIR) von 1959 bis 1965.